# Plateforme informatique
Pour les articles homonymes, voir Plate-forme.
Ne doit pas être confondu avec framework.
En informatique, une plateforme ou plate-forme est un environnement permettant la gestion ou l'utilisation de services (ou logiciels) applicatifs. La terminologie peut notamment désigner[réf. nécessaire] :
- un environnement d'exécution comme une machine virtuelle ;
- un environnement de développement, à condition qu'il intègre son environnement d'exécution ;
- un serveur web ou d'applications, notamment une plateforme de téléchargement  ;
- une plate-forme applicative (en anglais : Software platform), par exemple :
  - un serveur d'applications, chargé de gérer le noyau de l'application avec, pour objectif central, de répondre aux requêtes des utilisateurs s'y connectant,
  - un système de gestion de base de données (SGBD), stockant l'ensemble des données métier et techniques nécessaires au bon fonctionnement de l'application,
  - une bibliothèque multimédia,
  - une plateforme de vidéo à la demande,
  - une plateforme de jeux vidéo,
  - une plateforme de réseaux sociaux,
  - un centre de maintenance pour un appareil ou un réseau informatique,
  - une plateforme d'intermédiation,
  - un espace numérique de travail (ENT).